# Звони (Псковська область)
Звони (рос. Звоны) — присілок в Опочецькому районі Псковської області Російської Федерації.
Населення становить 61 особу. Входить до складу муніципального утворення Глубоковська волость.

## Історія
Від 2015 року входить до складу муніципального утворення Глубоковська волость.

## Населення
| 2001 | 2002 | 2010 | 2013 | 2014 | 2015 | 2016 |
| ---- | ---- | ---- | ---- | ---- | ---- | ---- |
| 64   | ↘61  | ↘51  | ↗56  | ↘55  | ↗56  | ↗61  |